# 마그마

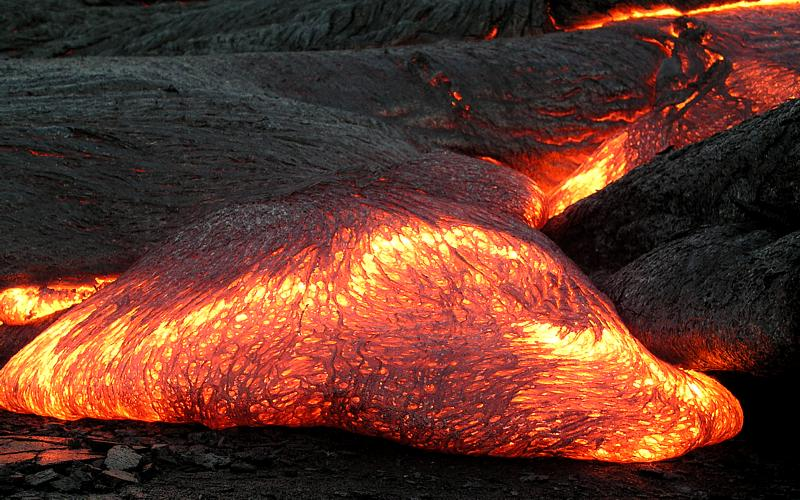
하와이에서 촬영한 용암, 용암은 마그마가 지표로 분출된 것이다.

마그마(영어: magma←그리스어 μάγμα mágma '두꺼운 연고'에서 유래 , 문화어: 돌물) 또는 암장(巖漿)은 암석이 녹은 것이다. 가장 간단한 경우 암석이 녹는 조건은 일반적인 열역학의 법칙에 따라 온도와 압력에 의해서 결정된다. 하지만 실제 지구에서 일어나는 현상은 온도, 압력과 함께 물의 함량과 암석의 성분을 함께 고려하여야 한다. 온도가 높아지면 암석이 녹기 시작한다. 압력이 높아지면 더 높은 온도가 되어야 암석이 녹기 시작한다. 물이 포함된 암석은 훨씬 낮은 온도에서 녹을 수 있다. 일반적으로 소듐(Na), 포타슘(K)이 많이 포함된 암석보다 철(Fe), 마그네슘(Mg)이 많이 포함되어있는 암석이 더 높은 온도에서 녹는다.
해령에서 분출되는 마그마는 맨틀 물질이 대류에 의해 상승하면서 압력이 낮아지자 녹아서 된 마그마이다. 해령 바로 아래의 맨틀 안에는 수분 함량이 매우 낮기 때문에 해령의 마그마는 온도가 매우 높다. 그리고 해령의 마그마는 매우 강한 염기성이다.
해구 부근의 화산은 대륙 지각이나 해양 지각이 맨틀 안으로 삽입되어 들어가면서 물이 포함된 암석이 녹아서 된 마그마이다. 상대적으로 온도가 낮고 중성 내지는 산성인 경우가 많다. 점성이 높기 때문에 용암류는 넓게 퍼지지 못하고 한 곳에 집중되어 원추 모양의 화산체를 형성한다. 캄차카반도, 일본 열도, 필리핀 열도, 안데스산맥의 여러 화산들이 그 예이다.
열점에서의 화산들도 해령의 마그마와 비슷한 과정을 통해 형성되지만 그 기원은 맨틀의 더 깊은 곳으로 여겨진다. 열점은 많은 양의 마그마를 분출하기 때문에 그 위에 큰 화산체를 만든다. 염기성 마그마는 온도가 높고 이산화규소사슬이 발달되어있지 않기 때문에 점성이 낮아서 넓게 퍼져서 흐르며 그 결과 완만하고 거대한 화산체가 만들어진다. 하와이섬과 아이슬란드가 그 대표적인 예이다. 제주도도 산 정상부의 일부를 제외하면 그러한 성질을 가지고 있다. 화산은 지표면에서 불과 수 킬로미터 아래에 있는 대규모 암석 농축액, 즉 '마그마 방' 위에 자리잡고 있다. 마그마 방 내부 압력은 대단히 높기 때문에 마그마를 방의 측면으로 밀어낸다. 마그마와 지표면 사이에 충분한 공간이 생기면, 마그마는 폭발하면서 화산에서 분출된다.

## 마그마의 발생
지구 내부는 깊은 곳일수록 온도가 높고, 압력 또한 높다. 암석은 압력이 높으면 녹기 시작하는 온도도 높아지기 때문에 지하에서는 온도가 올라가도 암석은 좀처럼 녹지 않는다. 마그마의 대부분은 지하 수십 킬로미터에서 수백 킬로미터 깊이에서 발생하는 것으로 보인다. 그와 같은 깊은 부분은 상부 맨틀이라고 하는데, 지표에서 볼 수 있는 많은 암석과는 다른 조성을 가진 감람암(橄欖巖)이라는 암석으로 이루어져 있다. 그러나 감람암이 일부 녹아서 생기는 마그마는 원래의 감람암과는 다르며, 보통은 현무암질로 되어 있다. 온도가 충분히 높지 않기 때문에 감람암은 항상 일부분밖에 녹지 않으며, 그렇게 형성된 마그마는 조금씩 모여 서서히 상승한다.

## 마그마의 상승
마그마는 주위의 암석보다 가볍기 때문에 부력에 의해 상부 맨틀 안을 상승한다. 모호로비치치면을 통과하여 지각 속을 더욱 상승하면 지하 10km 깊이 정도에서 부력이 없어져 그곳에 고이게 된다. 이렇게 많은 양의 마그마가 모여 있는 부분을 마그마 덩어리라고 한다. 마그마 덩어리 안의 마그마는 주위의 암석보다도 온도가 높지만 열을 빼앗겨 점차 냉각되면서 결정체가 되어간다. 이때 액체 상태의 마그마 속에 용해되어 있는 가스 성분은 점점 농축되어 압력이 높아진다. 그리고 압력이 지나치게 높아지면 폭발적으로 분출한다. 이것이 화산 활동의 에너지 형식이다. 화산 밑에는 이와 같은 마그마 덩어리가 있는 경우가 많다고 볼 수 있는데, 때로는 훨씬 깊은 부분에서 마그마가 일시에 상승하여 지표에 분출하는 경우도 있다.

## 같이 보기
- 용암